# Festival di Berlino 2008

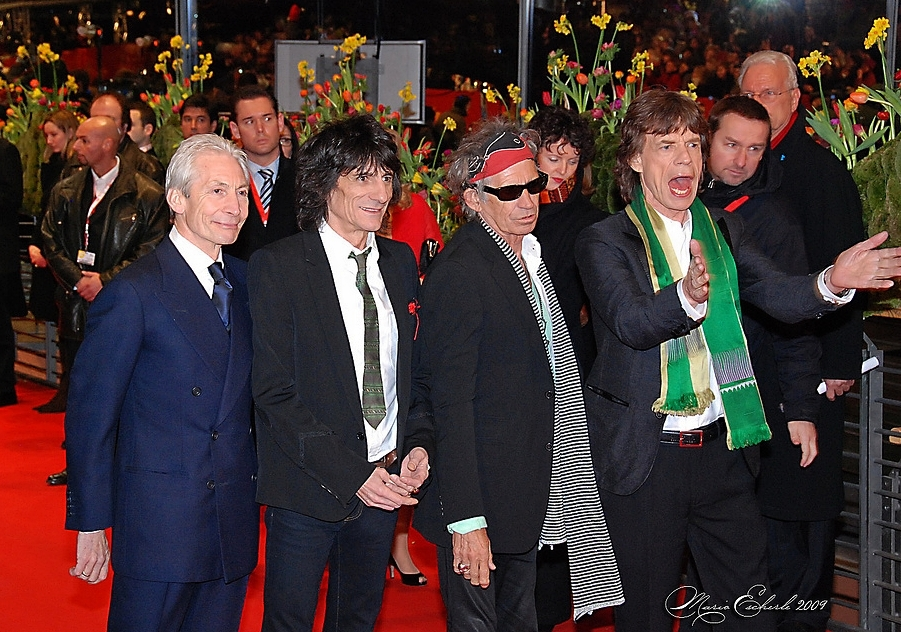
I Rolling Stones, protagonisti di Shine a Light di Martin Scorsese.

La 58ª edizione del Festival internazionale del cinema di Berlino si è svolta a Berlino dal 7 al 17 febbraio 2008, con il Theater am Potsdamer Platz come sede principale. Direttore del festival è stato per il settimo anno Dieter Kosslick.
L'Orso d'oro è stato assegnato al film cinese Il matrimonio di Tuya di Quan'an Wang.
L'Orso d'oro alla carriera è stato assegnato al regista Arthur Penn, al quale è stata dedicata la sezione "Homage", mentre la Berlinale Kamera è stata assegnata all'attore, regista e produttore Clint Eastwood, al giornalista, scrittore e conduttore televisivo Gianni Minà, alla regista e sceneggiatrice Márta Mészáros, all'attrice Dorothea Moritz e al giornalista e storico del cinema Ron Holloway.
Per la prima volta in questa edizione la giuria internazionale ha assegnato a uno dei film in concorso l'Orso d'argento per la migliore sceneggiatura.
Il festival è stato aperto dal documentario Shine a Light di Martin Scorsese, proiettato fuori concorso.
La retrospettiva di questa edizione è stata dedicata al cineasta spagnolo naturalizzato messicano Luis Buñuel.

## Giurie

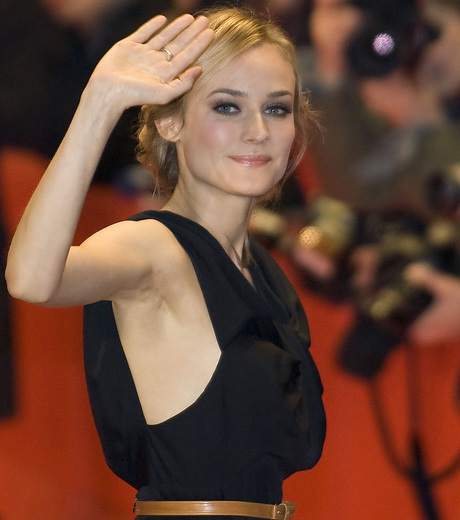
L'attrice Diane Kruger, membro della giuria internazionale.

### Giuria internazionale
- Costa-Gavras, regista e sceneggiatore (Francia) - Presidente di giuria[6]
- Shu Qi, attrice e modella (Taiwan)
- Oleksandr Rodnjans'kyj, regista, produttore e manager televisivo (Russia)
- Uli Hanisch, scenografo (Germania)
- Walter Murch, montatore e tecnico del suono (Stati Uniti)
- Diane Kruger, attrice (Germania)

### Giuria "Opera prima"
- Jasmila Žbanić, regista, sceneggiatrice e produttrice (Bosnia Erzegovina)[6]
- Dominique Cabrera, regista e sceneggiatrice (Francia)
- Ben Barenholtz, produttore e distributore (Stati Uniti)

### Giuria "Cortometraggi"
- Laura Tonke, attrice (Germania)[6]
- Ada Solomon, produttrice (Romania)
- Marc Barbé, attore (Francia)

### Giurie "Generation"

#### Kinderjury/Jugendjury
Gli Orsi di cristallo sono stati assegnati da due giurie nazionali, la Kinderjury per la sezione "Kplus" e la Jugendjury per la sezione "14plus", composte rispettivamente da undici membri di 11-14 anni e sette membri di 14-18 anni selezionati dalla direzione del festival attraverso questionari inviati l'anno precedente.

#### Giuria internazionale
Nella sezione "Kplus" il Grand Prix e lo Special Prize sono stati assegnati da una giuria internazionale composta dalla regista Anna Justice (Germania), la regista, attrice e sceneggiatrice Yasmin Ahmad (Malesia), la regista e illustratrice Antonia Ringbom (Finlandia) e il regista Omri Levy (Israele).

## Selezione ufficiale

### In concorso
- Ballast, regia di Lance Hammer (USA)
- Caos calmo, regia di Antonello Grimaldi (Italia, Regno Unito)
- La felicità porta fortuna - Happy Go Lucky (Happy-Go-Lucky), regia di Mike Leigh (Regno Unito)
- Feuerherz, regia di Luigi Falorni (Germania, Austria, Francia)
- Gardens of the Night, regia di Damian Harris (USA, Regno Unito)
- In Love We Trust (Zuo you), regia di Wang Xiaoshuai (Cina)
- Julia, regia di Érick Zonca (Francia, USA, Messico, Belgio)
- Kābē, regia di Yōji Yamada (Giappone)
- Kirschblüten - Hanami, regia di Doris Dörrie (Germania)
- Lady Jane, regia di Robert Guédiguian (Francia)
- Lezioni d'amore (Elegy), regia di Isabel Coixet (USA)
- Musta jää, regia di Petri Kotwica (Finlandia, Germania)
- Bamgwa nat, regia di Hong Sang-soo (Corea del Sud)
- Il petroliere (There Will Be Blood), regia di Paul Thomas Anderson (USA)
- Restless, regia di Amos Kollek (Israele, Germania, Francia, Canada, Belgio)
- The Song of Sparrows (Avaze gonjeshk-ha), regia di Majid Majidi (Iran)
- Sparrow (Man jeuk), regia di Johnnie To (Hong Kong)
- Standard Operating Procedure - La verità dell'orrore (Standard Operating Procedure), regia di Errol Morris (USA)
- Sul lago Tahoe (Lake Tahoe), regia di Fernando Eimbcke (Messico, Giappone, USA)
- Ti amerò sempre (Il y a longtemps que je t'aime), regia di Philippe Claudel (Francia, Germania)
- Tropa de Elite - Gli squadroni della morte (Tropa de Elite), regia di José Padilha (Brasile, USA, Argentina)

### Fuori concorso
- L'altra donna del re (The Other Boleyn Girl), regia di Justin Chadwick (Regno Unito, USA)
- Be Kind Rewind - Gli acchiappafilm (Be Kind Rewind), regia di Michel Gondry (Regno Unito, Francia, USA)
- Katyn, regia di Andrzej Wajda (Polonia)
- Un segreto tra di noi (Fireflies in the Garden), regia di Dennis Lee (USA)
- Shine a Light, regia di Martin Scorsese (USA)

### Cortometraggi
- Black Cabinet, regia di Christine Rebet (USA)
- Bonne mère, regia di Maxime Desmons (Canada)
- B teme, regia di Olga Popova (Russia, Svezia)
- Dreznica, regia di Anna Azevedo (Brasile)
- Frankie, regia di Darren Thornton (Irlanda)
- Giganti, regia di Fabio Mollo (Italia)
- Haze, regia di Anthony Chen (Singapore)
- Impermanent, regia di Mario Rizzi (Italia)
- Inventur - Metzstrasse 11, regia di Želimir Žilnik (Germania Ovest)
- K, regia di Piers Thompson (Regno Unito)
- Kizi mizi, regia di Mariusz Wilczynski (Polonia)
- Mompelaar, regia di Wim Reygaert e Marc James Roels (Belgio)
- Nadie, regia di Belen Blanco (Argentina)
- Nightstill, regia di Elke Groen (Austria)
- O zi buna de plaja, regia di Bogdan Mustață (Romania)
- Reise zum Wald, regia di Jörn Staeger (Germania)
- RGB XYZ, regia di David O'Reilly (Irlanda)
- Second Hand Sale, regia di Temur Butikashvili (Georgia)
- Shooting Geronimo, regia di Kent Monkman (Canada)
- Superfície, regia di Rui Xavier (Portogallo)
- Szmolinsky, regia di Julius Onah (USA, Germania)
- Târziu, regia di Paul Negoescu (Romania)
- Teat Beat of Sex, regia di Signe Baumane (USA, Italia)
- Three of Us, regia di Umesh Vinayak Kulkarni (India)
- Tommy, regia di Tora Martens (Svezia)
- Traces, regia di Rachel Zisser (USA)
- Trip, regia di Harry Wootliff (Regno Unito)
- Udedh Bun, regia di Siddharth Sinha (India)
- White Horse, regia di Christophe Bisson e Maryann DeLeo (USA)

### Berlinale Special
- 1000 Journals, regia di Andrea Kreuzhage (USA)
- Auge in Auge - Eine deutsche Filmgeschichte, regia di Michael Althen e Hans Helmut Prinzler (Germania)
- The Betrayal - Nerakhoon, regia di Ellen Kuras e Thavisouk Phrasavath (USA)
- CSNY/Déjà Vu, regia di Bernard Shakey (USA)
- Elle s'appelle Sabine, regia di Sandrine Bonnaire (Francia)
- Gegenschuss - Aufbruch der Filmemacher, regia di Dominik Wessely (Germania)
- Himlens hjärta, regia di Simon Staho (Svezia, Danimarca)
- L'occhio che uccide (Peeping Tom), regia di Michael Powell (Regno Unito)
- Om Shanti Om, regia di Farah Khan (India)
- Plus tard, regia di Amos Gitai (Francia, Germania, Israele)
- El pollo, el pez y el cangrejo real, regia di José Luis López-Linares (Spagna)
- Steal a Pencil for Me, regia di Michèle Ohayon (USA)
- Trip to Asia - Die Suche nach dem Einklang, regia di Thomas Grube (Germania)
- Wine and Cupcakes, regia di Bruce Weber (USA)
- Z.B. ... Otto Spalt, regia di René Perraudin (Germania Ovest)

### Rebellion of the Filmmakers
- L'enigma di Kaspar Hauser (Jeder für sich und Gott gegen alle), regia di Werner Herzog (Germania Ovest)
- Ich liebe dich, ich töte dich, regia di Uwe Brandner (Germania Ovest)
- La montagna incantata (Der Zauberberg), regia di Hans W. Geissendörfer (Austria, Germania Ovest, Francia, Italia)
- Nel corso del tempo (Im Lauf der Zeit), regia di Wim Wenders (Germania Ovest)
- Nordsee ist Mordsee, regia di Hark Bohm (Germania Ovest)
- La paura mangia l'anima (Angst essen Seele auf), regia di Rainer Werner Fassbinder (Germania Ovest)
- Perché il signor R. è colto da follia improvvisa? (Warum läuft Herr R. Amok), regia di Michael Fengler e Rainer Werner Fassbinder (Germania Ovest)

### Panorama
- 3 zan, regia di Manijeh Hekmat (Iran)
- A-leum-dab-da, regia di Juhn Jai-hong (Corea del Sud)
- The Amazing Truth About Queen Raquela, regia di Olaf de Fleur Johannesson (Islanda, Filippine, Francia, Thailandia)
- Amore e altri crimini (Ljubav i drugi zlocini), regia di Stefan Arsenijevic (Serbia, Germania, Austria, Slovenia)
- Das andere Istanbul, regia di Döndü Kiliç (Germania)
- Bananaz, regia di Ceri Levy (Regno Unito)
- Boy A, regia di John Crowley (Regno Unito)
- Café de los maestros, regia di Miguel Kohan (USA, Brasile, Regno Unito, Argentina)
- Chiko, regia di Özgür Yildirim (Germania, Italia)
- Corazones de mujer, regia di Pablo Benedetti e David Sordella (Italia)
- Coupable, regia di Laetitia Masson (Francia)
- Darling! The Pieter-Dirk Uys Story, regia di Julian Shaw (Australia)
- Derek, regia di Isaac Julien (Regno Unito)
- Dream Boy, regia di James Bolton (USA)
- East/West - Sex & Politics, regia di Jochen Hick (Germania)
- Erika Rabau: Puck of Berlin, regia di Samson Vicent (Germania)
- La fabrique des sentiments, regia di Jean-Marc Moutout (Francia)
- Full Battle Rattle, regia di Tony Gerber e Jesse Moss (USA)
- Genenet al asmak, regia di Yousry Nasrallah (Egitto, Francia, Germania)
- Il giardino di limoni - Lemon Tree (Etz Limon), regia di Eran Riklis (Israele, Germania, Francia)
- Glasses (Megane), regia di Naoko Ogigami (Giappone)
- The Glow of White Women, regia di Yunus Valley (Sudafrica)
- Hatsu-koi, regia di Kôichi Imaizumi (Giappone)
- Heavy Metal in Baghdad, regia di Suroosh Alvi e Eddy Moretti (USA, Canada)
- Hu die, regia di Chang Tso-chi (Taiwan)
- Improvvisamente l'inverno scorso, regia di Gustav Hofer e Luca Ragazzi (Italia)
- Jas sum od Titov Veles, regia di Teona Strugar Mitevska (Repubblica di Macedonia, Slovenia, Francia, Belgio)
- Jerusalema, regia di Ralph Ziman (Sudafrica)
- Jesus Christus Erlöser, regia di Peter Geyer (Germania)
- A Jihad for Love, regia di Parvez Sharma (USA, Regno Unito, Francia, Germania, Australia)
- The Living End, regia di Gregg Araki (USA)
- Maré, Nossa História de Amor, regia di Lúcia Murat (Brasile, Francia, Uruguay)
- No Bikini, regia di Claudia Morgado (Canada)
- Otto; or Up with Dead People, regia di Bruce LaBruce (Germania, Canada)
- Patti Smith: Dream of Life, regia di Steven Sebring (USA)
- Piao lang qing chun, regia di Zero Chou (Taiwan)
- La rabia, regia di Albertina Carri (Argentina, Paesi Bassi)
- Revanche - Ti ucciderò (Revanche), regia di Götz Spielmann (Austria)
- Le ring, regia di Anaïs Barbeau-Lavalette (Canada)
- Rusalka, regia di Anna Melikyan (Russia)
- Sacro e profano (Filth and Wisdom), regia di Madonna (Regno Unito)
- Sag mir, wo die Schönen sind, regia di Gunther Scholz (Germania)
- Sharon, regia di Dror Moreh (Israele, Germania)
- Shiver (Eskalofrío), regia di Isidro Ortiz (Spagna)
- Sleep Dealer, regia di Alex Rivera (USA, Messico)
- Sonetàula, regia di Salvatore Mereu (Italia, Francia, Belgio)
- Tá, regia di Felipe Sholl (Brasile)
- Tote Schwule - Lebende Lesben, regia di Rosa von Praunheim (Germania)
- Tout est parfait, regia di Yves Christian Fournier (Canada)
- Transsiberian, regia di Brad Anderson (Regno Unito, Germania, Spagna, Lituania)
- Tres días, regia di F. Javier Gutiérrez (Spagna)
- What No One Knows (Det som ingen ved), regia di Søren Kragh-Jacobsen (Danimarca, Svezia)
- Wild Combination: A Portrait of Arthur Russell, regia di Matt Wolf (USA)
- With Gilbert & George, regia di Julian Cole (Regno Unito)

### Forum
- ...dann leben sie noch heute. Die Kinder von Golzow, regia di Winfried e Barbara Junge (Germania)
- Balikbayan box, regia di Mes De Guzman (Filippine, Paesi Bassi, Svizzera)
- Be Like Others, regia di Tanaz Eshaghian (Canada, Iran, Regno Unito, USA)
- Bruce Lee In the Land of Balzac, regia di Maria Thereza Alves (Francia)
- El camino, regia di Ishtar Yasin Gutierrez (Costa Rica)
- Corridor No. 8, regia di Boris Despodov (Bulgaria)
- Corroboree, regia di Ben Hackworth (Australia)
- Creamy Krimi, regia di Isabelle Prim (Francia)
- A Crime Against Art, regia di Hila Peleg (Germania)
- Découpage, regia di Vanessa Aab e Monika Kijas (Germania)
- Diorthosi, regia di Thanos Anastopoulos (Grecia)
- Divizionz, regia di Donald Mugisha e James Tayler (Uganda)
- Estasi degli angeli (Tenshi no kôkotsu), regia di Kōji Wakamatsu (Giappone)
- The Exiles, regia di Kent Mackenzie (USA)
- The Feature, regia di Michel Auder e Andrew Neel (USA)
- Flipping Out, regia di Yoav Shamir (Israele, Canada)
- La frontera infinita, regia di Juan Manuel Sepúlveda (messico)
- Grandma Threading Her Needle, regia di George Albert Smith (Regno Unito)
- Green Porno, regia di Isabella Rossellini e Jody Shapiro (USA)
- Halmae ggoch, regia di Mun Jeong-hyun (Corea del Sud)
- Happiness For One Day, regia di Tim Blue (Germania)
- Higurashi, regia di Hirosue Hiromasa (Giappone)
- If One Thing Matters: A Film About Wolfgang Tillmans, regia di Heiko Kalmbach (USA, Germania)
- In die Erde gebaut , regia di Ute Aurand (Germania)
- Introduction to a Small History of Photography - Formalist Heady Pattern Version, regia di Florian Zeyfang (Germania)
- Invisible City, regia di Pin Pin Tan (Singapore)
- Leo, regia di Josef Fares (Svezia)
- Liu lang shen gou ren, regia di Singing Chen (Taiwan)
- Loos Ornamental, regia di Heinz Emigholz (Austria)
- Mafrouza/Coeur, regia di Emmanuelle Demoris (Francia, Egitto)
- Mei shi cun, regia di Wendong Gao (Cina)
- Musunde hiraite, regia di Izumi Takahashi (Giappone)
- The Muzzled Horse of an Engineer in Search of Mechanical Saddles, regia di Khavn (Filippine)
- My Brother's Wedding, regia di Charles Burnett (USA)
- My Winnipeg, regia di Guy Maddin (Canada)
- Nacht vor Augen, regia di Brigitte Bertele (Germania)
- Nirvana, regia di Igor Voloshin (Russia)
- Obcan Havel, regia di Miroslav Janek e Pavel Koutecký (Repubblica Ceca)
- One Hand On Open, regia di Stefan Pente e William Wheeler (Germania)
- Pâku ando rabuhoteru, regia di Izuru Kumasaka (Giappone)
- Paruthiveeran, regia di Ameer Sultan (India)
- Le premier venu, regia di Jacques Doillon (Francia, Belgio)
- Regarde-moi, regia di Audrey Estrougo (Francia)
- Rodakis, regia di Olaf Nicolai (Germania)
- RR, regia di James Benning (USA, Germania)
- Said Death to Passion, regia di Jeanne Faust e Jörn Zehe (Germania)
- Schein Sein, regia di Bady Minck (Austria)
- Seaview, regia di Nicky Gogan e Paul Rowley (Irlanda)
- Segreti dietro il muro (Kabe no naka no himegoto), regia di Kōji Wakamatsu (Giappone)
- Shahida, regia di Natalie Assouline (Israele)
- Sidewalk, regia di Karl Kels (Germania)
- Snow Beard, regia di Marie Losier (USA)
- Son of a Lion, regia di Benjamin Gilmour (Australia)
- South Main, regia di Kelly Parker (USA)
- Su su per la seconda volta vergine (Yuke yuke nidome no shojo), regia di Kōji Wakamatsu (Giappone)
- Taking Pictures, regia di Scott Miller Berry e Adam Segal (Canada)
- Taon noong ako'y anak sa labas, regia di John Torres (Filippine)
- Tatil Kitabi, regia di Seyfi Teoman (Turchia, Paesi Bassi)
- La terramadre, regia di Nello La Marca (Italia)
- Tirador, regia di Brillante Mendoza (Filippine)
- Tony Conrad, DreaMinimalist, regia di Marie Losier (USA)
- Tribu, regia di Jim Libiran (Filippine)
- United Red Army, regia di Kōji Wakamatsu (Giappone)
- Vertigo Rush, regia di Johann Lurf (Austria)
- Victoire Terminus, Kinshasa, regia di Renaud Barret e Florent de La Tullaye (Francia)
- Water's Memory, regia di Tim Blue (Germania)
- Wonderful Town, regia di Aditya Assarat (Thailandia)
- W.R. - Misterije organizma, regia di Dušan Makavejev (Jugoslavia, Germania Ovest)
- Yasukuni, regia di Ying Li (Cina, Giappone)

### Generation
- Le 10 vite del gatto Titanic (Titanics ti liv), regia di Grethe Bøe-Waal (Norvegia)
- 32A, regia di Marian Quinn (Irlanda, Germania)
- Andante mezzo forte, regia di Annarita Zambrano (Francia)
- The Air Ace, regia di Svilen Dimitrov (Bulgaria)
- Ben X, regia di Nic Balthazar (Belgio, Paesi Bassi)
- The Black Balloon, regia di Elissa Down (Australia, Regno Unito)
- Café com Leite, regia di Daniel Ribeiro (Brasile)
- Che fine ha fatto il cavallo di Winky? (Waar is het paard van Sinterklaas?), regia di Mischa Kamp (Paesi Bassi, Belgio)
- Chepogi, regia di Leon Estrin (Russia)
- Cherries, regia di Tom Harper (Regno Unito, Cina, Giappone)
- Chop Shop, regia di Ramin Bahrani (USA)
- Ciao Bella, regia di Mani Maserrat Agah (Svezia)
- City of Men (Cidade dos Homens), regia di Paulo Morelli (Brasile)
- Cykelmyggen og dansemyggen, regia di Jannik Hastrup e Flemming Quist Møller (Danimarca)
- Dunya & Desie, regia di Dana Nechushtan (Paesi Bassi, Belgio)
- Fighter, regia di Natasha Arthy (Danimarca, Svezia)
- Firewood, regia di Miikka Leskinen (Regno Unito)
- First, regia di Tinge Krishnan (Regno Unito)
- Flower in the Pocket, regia di Seng Tat Liew (Malesia)
- Girls Room, regia di Maria Gigante (USA)
- Golden Guy, regia di Julia Tews (Germania)
- Hey Hey It's Esther Blueburger, regia di Cathy Randall (Australia)
- Jauna suga, regia di Maris Brinkmanis e Evalds Lacis (Lettonia)
- João e o Cão, regia di André Marques (Portogallo)
- Juvenile, regia di China Moo-Young (Regno Unito)
- Kompisar, regia di Magnus Mork (Svezia, Norvegia)
- Kroshechka-Khavroshechka, regia di Inga Korzhneva (Russia)
- Kung Fu Kid (Kanfû-kun), regia di Issei Oda (Giappone)
- KuyGorozh, regia di Sergei Merinov (Russia)
- Light my Fire, regia di Lee Jong-pil (Corea del Sud)
- A Little Night Fright, regia di Mischa Livingstone (USA)
- Love, Peace & Beatbox, regia di Volker Meyer-Dabisch (Germania)
- Lucky Luke e la più grande fuga dei Dalton (Tous à l'Ouest: Une aventure de Lucky Luke), regia di Olivier Jean Marie (Francia)
- Meditations on a Name, regia di Bonnie Elliott (Australia)
- Medvezhii istorii, regia di Marina Karpova (Russia)
- Min morbror tyckte mycket om gult, regia di Mats Olof Olsson (Svezia)
- Munyurangabo, regia di Lee Isaac Chung (Rwanda, USA)
- Mutum, regia di Sandra Kogut (Brasile, Francia)
- Myskväll, regia di Amanda Adolfsson (Svezia)
- Nana, regia di Warwick Thornton (Australia)
- New Boy, regia di Steph Green (Irlanda)
- Post!, regia di Christian Asmussen e Matthias Bruhn (Germania)
- Run, regia di Mark Albiston (Nuova Zelanda)
- Rybka, regia di Sergei Ryabov (Russia)
- September, regia di Peter Carstairs (Australia)
- Sita Sings the Blues, regia di Nina Paley (USA)
- Somers Town, regia di Shane Meadows (Regno Unito)
- Sotto le rovine del Buddha (Buda as sharm foru rikht), regia di Hana Makhmalbaf (Iran, Francia)
- Take 3, regia di Roseanne Liang (Nuova Zelanda)
- Tauá, regia di Te Arepa Kahi (Nuova Zelanda)
- The Trophy, regia di Justine Simei-Barton (Nuova Zelanda)
- Les vulnérables, regia di Bent-Jorgen Perlmutt (USA)
- War Child, regia di Christian Karim Chrobog (USA)
- Worlds Apart (To verdener), regia di Niels Arden Oplev (Danimarca)
- Yolk, regia di Stephen Lance (Australia)

### Perspektive Deutsches Kino
- 1. Mai, regia di Jan-Christoph Glaser, Carsten Ludwig, Sven Taddicken e Jakob Ziemnicki (Germania)
- Die Besucherin, regia di Lola Randl (Germania)
- Die Dinge zwischen uns, regia di Iris Janssen (Germania)
- Die Helden aus der Nachbarschaft, regia di Jovan Arsenic (Germania)
- Drifter, regia di Sebastian Heidinger (Germania)
- Calcio sotto copertura (Football Under Cover), regia di David Assmann e Ayat Najafi (Germania)
- In deiner Haut, regia di Pola Schirin Beck (Germania)
- Jesus liebt dich, regia di Robert Cibis, Lilian Franck, Michaela Kirst e Matthias Luthardt (Germania)
- Lea, regia di Steffi Niederzoll (Germania)
- Lostage, regia di Bettina Eberhard (Germania, Svizzera)
- Robin, regia di Hanno Olderdissen (Germania)
- Selbstgespräche, regia di André Erkau (Germania)
- Teenage Angst, regia di Thomas Stuber (Germania)

### Retrospettiva
- Adolescenza torbida (Susana), regia di Luis Buñuel (Messico)
- L'âge d'or, regia di Luis Buñuel (Francia)
- Gli amanti di domani (Cela s'appelle l'aurore), regia di Luis Buñuel (Francia, Italia)
- L'angelo sterminatore (El Ángel Exterminador), regia di Luis Buñuel (Messico)
- Le avventure di Robinson Crusoe (Robinson Crusoe), regia di Luis Buñuel (Messico, USA)
- Bella di giorno (Belle de jour), regia di Luis Buñuel (Francia, Italia)
- The Belle of Broadway, regia di Harry O. Hoyt (USA)
- Il bruto (El bruto), regia di Luis Buñuel (Messico)
- La caduta della casa Usher (La chute de la maison Usher), regia di Jean Epstein (Francia)
- Calanda, regia di Juan Luis Buñuel (Francia)
- Calanda: 40 años después, regia di Juan Luis Buñuel (Francia)
- Un chien andalou - Un cane andaluso (Un chien andalou), regia di Luis Buñuel (Francia)
- Chi mi ama? (¿Quién me quiere a mí?), regia di José Luis Sáenz de Heredia e Luis Buñuel (Spagna)
- Cime tempestose (Abismos de pasión), regia di Luis Buñuel (Messico)
- Il diario di una cameriera (Le journal d'une femme de chambre), regia di Luis Buñuel (Italia, Francia)
- Una donna senza amore (Una mujer sin amor), regia di Luis Buñuel (Messico)
- España 1936, regia di Jean-Paul Le Chanois (Spagna)
- Estasi di un delitto (Ensayo de un crimen), regia di Luis Buñuel (Messico)
- Il fantasma della libertà (Le fantôme de la liberté), regia di Luis Buñuel (Francia, Italia)
- Il fascino discreto della borghesia (Le charme discret de la bourgeoisie), regia di Luis Buñuel (Francia)
- La figlia dell'inganno (La hija del engaño), regia di Luis Buñuel (Messico)
- La figlia di Juan Simon (La hija de Juan Simón), regia di Nemesio M. Sobrevila e José Luis Sáenz de Heredia (Spagna)
- I figli della violenza (Los olvidados), regia di Luis Buñuel (Messico)
- Gran Casino, regia di Luis Buñuel (Messico)
- Il grande teschio (El gran calavera), regia di Luis Buñuel (Messico)
- L'illusione viaggia in tranvai (La ilusión viaja en tranvía), regia di Luis Buñuel (Messico)
- Intolleranza: Simon del deserto (Simón del desierto), regia di Luis Buñuel (Messico)
- L'isola che scotta (La fièvre monte à El Pao), regia di Luis Buñuel (Francia, Messico)
- Lui (Él), regia di Luis Buñuel (Messico)
- Mauprat, regia di Jean Epstein (Francia)
- Menjant garotes, regia di Luis Buñuel (Spagna)
- Mephisto, regia di István Szabó (Germania Ovest, Ungheria, Austria)
- Il mistero delle 5 dita (The Beast with Five Fingers), regia di Robert Florey (USA)
- Nazarín, regia di Luis Buñuel (Messico)
- Nerven, regia di Robert Reinert (Germania)
- Quell'oscuro oggetto del desiderio (Cet obscur objet du désir), regia di Luis Buñuel (Francia, Spagna)
- Le rive della morte (El río y la muerte), regia di Luis Buñuel (Messico)
- Salita al cielo (Subida al cielo), regia di Luis Buñuel (Messico)
- Schatten der Weltstadt, regia di Willi Wolff (Germania)
- La selva dei dannati (La mort en ce jardin), regia di Luis Buñuel (Francia, Messico)
- Sentinella attenti! (¡Centinela, alerta!), regia di Jean Grémillon e Luis Buñuel (Spagna)
- Si usted no puede, yo sí, regia di Julián Soler (Messico)
- Gli stigmatizzati (Die Gezeichneten), regia di Carl Theodor Dreyer (Germania)
- Terra senza pane (Las Hurdes), regia di Luis Buñuel (Spagna)
- Tristana, regia di Luis Buñuel (Spagna, Italia, Francia)
- El último guión. Buñuel en la memoria, regia di Gaizka Urresti e Javier Espada (Germania, Messico, Spagna)
- La via lattea (La voie lactée), regia di Luis Buñuel (Francia, Italia)
- Violenza per una giovane (The Young One), regia di Luis Buñuel (Messico, USA)
- Viridiana, regia di Luis Buñuel (Spagna, Messico)

### Homage
- Cadaveri eccellenti, regia di Francesco Rosi (Italia, Francia)
- Carmen, regia di Francesco Rosi (Francia, Italia)
- Il caso Mattei, regia di Francesco Rosi (Italia)
- Cristo si è fermato a Eboli, regia di Francesco Rosi (Italia, Francia)
- Dimenticare Palermo, regia di Francesco Rosi (Italia, Francia)
- Lucky Luciano, regia di Francesco Rosi (USA, Francia, Italia)
- I magliari, regia di Francesco Rosi (Italia, Francia)
- Le mani sulla città, regia di Francesco Rosi (Italia, Francia)
- Il momento della verità, regia di Francesco Rosi (Italia, Spagna)
- Tre fratelli, regia di Francesco Rosi (Italia, Francia)
- La tregua, regia di Francesco Rosi (Italia, Francia, Germania, Svizzera)
- Uomini contro, regia di Francesco Rosi (Italia, Jugoslavia)

### Eat, Drink See Movies
- Anthony Bourdain: No Reservations (Special: Decoding Ferran Adria), regia di Christopher B. Collins (USA)
- El Bulli - Historia de un sueño, regia di David Pujol (Spagna)
- Le Cirque: A Table in Heaven, regia di Andrew Rossi (USA)
- Estômago, regia di Marcos Jorge (Brasile, Italia)
- Mr. Bené Goes To Italy, regia di Manuel Lampreia Carvalho (Brasile)
- Ratatouille, regia di Brad Bird (USA)
- Ricette pericolose: Burma, Artide, Cernobyl (Cooking in the Danger Zone), regia di Marc Perkins (Regno Unito)
- Sharkwater, regia di Rob Stewart (Canada)
- Shin onna tachiguishi retsuden, regia di Makoto Kamiya, Kenji Kamiyama, Mamoru Oshii, Takanori Tsujimoto e Hiroaki Yuasa (Giappone)

### War At Home
- Basic Training, regia di Frederick Wiseman (USA)
- Berretti verdi (The Green Berets), regia di Ray Kellogg e John Wayne (USA)
- Comma 22 (Catch-22), regia di Mike Nichols (USA)
- In the Year of the Pig, regia di Emile de Antonio (USA)
- M*A*S*H, regia di Robert Altman (USA)
- Tornando a casa (Coming Home), regia di Hal Ashby (USA)
- The War at Home, regia di Glenn Silber e Barry Alexander Brown (USA)
- Winter Soldier, regia di Winterfilm Collective (USA)

## Premi

### Premi della giuria internazionale
- Orso d'oro per il miglior film: Tropa de Elite - Gli squadroni della morte di José Padilha
- Orso d'argento per il miglior regista: Paul Thomas Anderson per Il petroliere
- Orso d'argento per la migliore attrice: Sally Hawkins per La felicità porta fortuna - Happy Go Lucky
- Orso d'argento per il miglior attore: Reza Najie per The Song of Sparrows
- Orso d'argento per la migliore sceneggiatura: Wang Xiaoshuai per In Love We Trust
- Orso d'argento per il miglior contributo artistico: Jonny Greenwood per la musica di Il petroliere
- Orso d'argento, gran premio della giuria: Standard Operating Procedure - La verità dell'orrore di Errol Morris
- Premio Alfred Bauer: Sul lago Tahoe di Fernando Eimbcke

### Premi onorari
- Orso d'oro alla carriera: Francesco Rosi
- Berlinale Kamera: Karlheinz Böhm, Otto Sander

### Premi della giuria "Opera prima"
- Miglior opera prima: Pâku ando rabuhoteru di Izuru Kumasaka

### Premi della giuria "Cortometraggi"
- Orso d'oro per il miglior cortometraggio: O zi buna de plaja di Bogdan Mustață
- Orso d'argento, premio della giuria (cortometraggi): Udedh Bun di Siddharth Sinha
- Prix UIP Berlin: Frankie di Darren Thornton
- DAAD Short Film Prize: B teme di Olga Popova
- Menzione speciale:
  - Superfície di Rui Xavier
  - RGB XYZ di David O'Reilly

### Premi delle giurie "Generation"
- Children's Jury Generation Kplus
- Orso di cristallo per il miglior film: Sotto le rovine del Buddha di Hana Makhmalbaf
- Menzione speciale: Le 10 vite del gatto Titanic di Grethe Bøe-Waal
- Orso di cristallo per il miglior cortometraggio: Nana di Warwick Thornton
- Menzione speciale: New Boy di Steph Green

- International Jury Generation Kplus
- Grand Prix per il miglior film: Lucky Luke e la più grande fuga dei Dalton di Olivier Jean Marie
- Menzione speciale: Mutum di Sandra Kogut
- Special Prize per il miglior cortometraggio: Min morbror tyckte mycket om gult di Mats Olof Olsson
- Menzione speciale: Post! di Christian Asmussen e Matthias Bruhn

- Youth Jury Generation 14plus
- Orso di cristallo per il miglior film: The Black Balloon di Elissa Down
- Menzione speciale: Mary and Max di Adam Elliot
- Orso di cristallo per il miglior cortometraggio: Café com Leite di Daniel Ribeiro
- Menzione speciale: Take 3 di Roseanne Liang

### Premi delle giurie indipendenti
- Guild Prize: Restless di Amos Kollek
- Peace Film Prize: Sotto le rovine del Buddha di Hana Makhmalbaf
- Label Europa Cinemas: Revanche - Ti ucciderò di Götz Spielmann
- Premio Caligari: Tirador di Brillante Mendoza
- Amnesty International Film Prize: Sleep Dealer di Alex Rivera
  - Menzione speciale: Be Like Others di Tanaz Eshaghian
- Femina Film Prize: Maria Gruber per le scenografie di Revanche - Ti ucciderò
  - Menzione speciale: Isabelle Baumgartner per i costumi di Teenage Angst
- Premio Manfred Salzgeber: Glasses di Naoko Ogigami
  - Menzione speciale: Improvvisamente l'inverno scorso di Gustav Hofer e Luca Ragazzi
- NETPAC Prize: United Red Army di Kōji Wakamatsu
  - Menzione speciale: Paruthiveeran di Ameer Sultan
- Dialogue en Perspective: Drifter di Sebastian Heidinger
  - Menzione speciale: Lostage di Bettina Eberhard
- Premio della giuria ecumenica:
  - Competizione: Ti amerò sempre di Philippe Claudel
  - Menzione speciale: In Love We Trust di Wang Xiaoshuai
  - Panorama: Boy A di John Crowley
  - Forum: Corridor No. 8 di Boris Despodov
- Premio FIPRESCI:
  - Competizione: Sul lago Tahoe di Fernando Eimbcke
  - Panorama: Rusalka di Anna Melikyan
  - Forum: Shahida di Natalie Assouline
- Premio CICAE:
  - Panorama: Revanche - Ti ucciderò di Götz Spielmann
  - Forum: United Red Army di Kōji Wakamatsu
- Teddy Award:
  - Miglior lungometraggio: The Amazing Truth About Queen Raquela di Olaf de Fleur Johannesson
  - Miglior documentario: ex aequo Be Like Others di Tanaz Eshaghian e Calcio sotto copertura di David Assmann e Ayat Najafi
  - Miglior cortometraggio: Tá di Felipe Sholl
  - Premio della giuria: Be Like Others di Tanaz Eshaghian
  - Premio del pubblico: Calcio sotto copertura di David Assmann e Ayat Najafi
  - Premio dei lettori di Siegessäule: Be Like Others di Tanaz Eshaghian
  - Premio speciale: Keith Collins, Simon Fisher Turner, Isaac Julien, James Mackay e Tilda Swinton (per Derek di Isaac Julien)

### Premi dei lettori e del pubblico
- Premio del pubblico (Panorama): Il giardino di limoni - Lemon Tree di Eran Riklis
- Premio dei lettori del Berliner Mongerpost: Ti amerò sempre di Philippe Claudel
- Premio dei lettori del Tagesspiegel: Liu lang shen gou ren di Singing Chen